# Maureen Starkey
Maureen "Mo" Starkey Tigrett, född Mary Cox den 4 augusti 1946 i Liverpool, död 30 december 1994 i Seattle, Washington (i leukemi), var en brittisk hårfrisör och The Beatles trummis Ringo Starrs första hustru (1965–1974).
Cox föddes i Liverpool, England och lämnade skolan när hon var 14 år. Hon ändrade sitt namn från Mary till Maureen när hon började arbeta som frisörelev i Liverpool.
Maureen Cox var stammis på Cavern Club, där The Beatles ofta spelade. Hon blev förtjust i den nya trummisen Ringo Starr. När hon såg honom på gatan en dag jagade hon ifatt honom. Hon fick hans autograf och han skrev också sitt registreringsnummer på sin bil i hennes skrivbok. Men det var inte förrän tre veckor senare som Ringo tog notis om henne. De började regelbundet gå ut tillsammans på hans lediga dagar. Maureen är med i kören till låten "The Continuing Story of Bungalow Bill".
Maureen och Ringo gifte sig 1965 och skilde sig 1975. Paret hade tre barn, Zak Starkey, Jason Starkey och Lee Starkey.
Maureen Starkey var från 1989 till sin död gift med affärsmannen och entreprenören Isaac Tigrett, men träffade honom redan 1976. Tillsammans hade de en dotter, Augusta King Tigrett, född 1987.